# NGC 6949
NGC 6949 is een spiraalvormig sterrenstelsel in het sterrenbeeld Cepheus. Het hemelobject werd op 20 september 1886 ontdekt door de Amerikaanse astronoom Lewis A. Swift.

## Synoniemen
- UGC 11600
- MCG 11-25-1
- ZWG 325.2
- IRAS 20343+6437
- PGC 65010